# Celio-Cega
Celio-Cega (de Cega, Cegha, Celio, Ciga, Ziga, Celio de Cega), trogirska plemićka obitelj koja se u izvorima spominje od 13. stoljeća.
Pripadnici obitelji obnašali su razne ugledne službe u gradu (članovi Velikog vijeća, rektori, suci, kapetani itd.). Potvrdu plemstva dobili su 1322. od mletačkog dužda, 1350. i 1397. od hrvatsko-ugarskih kraljeva Ludovika I. Anžuvinca (1342. – 1382.), odnosno Žigmunda Luksemburškog († 1437.), 1420. od strane mletačkog dužda, a 1823. od austrijskog cara Franje I.